# 暴力金脈
『暴力金脈』（ぼうりょくきんみゃく）は、1975年の日本映画。主演：松方弘樹、監督：中島貞夫、製作：東映。

## 概要
「東映実録路線」過渡期の異色作で、現代やくざの変種といえる総会屋の生態を描く。主人公のモデルは脚本家の笠原和夫が広島で『仁義なき戦い』の取材中にその存在を知って興味を持った小川薫で、笠原は小川に密着取材し脚本を書いた。それまで脇のエピソードでしか登場することのなかった「経済やくざ」が本格的に主題・主人公として登場し、後の『広島仁義 人質奪回作戦』（1976年）、『日本の首領 野望篇』（1977年）や、オリジナルビデオで量産されていく「金融やくざ映画」「経済やくざ映画」の先駆けとなった作品といわれる。
本作が公開された8月は、一年の中でも夏休みと旧盆が重なる映画会社にとっては一番の書入れ時。長年男性路線を打ち出して来た東映では、鶴田浩二や高倉健、菅原文太の主演作がこの枠に組まれて来たが、初めて松方弘樹主演映画がここに組まれた。松方は東映入社以来、初めての大チャンスにやる気も充分で、東映の期待通り文太に次ぐスタアになれるか注目された。
ちなみに予告編のBGMには、「やくざ対Gメン 囮」、「資金源強奪」、「山口組外伝 九州進攻作戦」、「県警対組織暴力」の一部が使われており、特報には「脱獄広島殺人囚」の一部と本作の未使用映像が使われている。

## あらすじ
中江宏（松方弘樹）はまだペーペーの総会屋。収入源は近所の野良猫。皮を三味線にして肉をニャンバーグにして販売している。やがて同郷の暴力団若衆・奥田寛次（梅宮辰夫）やベテラン総会屋・乃木万太郎（小沢栄太郎）を後ろ盾に頭角を現し、関西ナンバー1の悪辣な総会屋・神野儀十（田中邦衛）との対決に勝利、見事に大阪ステージをクリア。勢いに乗る宏はネクストステージとして東京に進出。しかし次なる敵・曽宮誠四郎（若山富三郎）には大物総会屋・西島一光（丹波哲郎）が控えており、宏は苦戦を強いられ孤立無援に。曽宮の愛人関係を調べるうちクラブのママ、上原アヤ（池玲子）の存在を知り曽宮の弱みを握った。一発大逆転での宏の勝算はあるのか?。

## 出演
- 中江宏：松方弘樹

- 奥田寛次：梅宮辰夫

- 上原アヤ：池玲子
- スクター野郎：山城新伍
- 花又一郎：伊吹吾郎

- 亀井：室田日出男
- 子安五郎：川谷拓三
- 春美：絵沢萠子
- マリ：森田めぐみ
- 牧照代：橘真紀

- 長尾宗吉：大滝秀治
- 三浦哲雄：嵯峨善兵
- 平岩頭取：浜田寅彦
- 垣沼：有川博
- 亀井の部下：槙健太郎

- 親方：汐路章
- 萩原：加賀邦男
- 錦志会幹部：五城影二、浅若芳太郎、大木正司
- 文野：北村英三

- 部長：中村錦司
- 安本努：志賀勝
- 三宅政治：阿波地大輔
- 総会屋：岩尾正隆
- ヤク中：野口貴史
- 藤本社長：志摩靖彦
- 株式課長：唐沢民賢

- 西島一光：丹波哲郎（特別出演）

- 大平重工社員：成瀬正
- 刑事：木谷邦臣
- 錦志会組員：秋山勝俊
- 寺岡組組員：志茂山高也
- 錦志会組員：松本泰郎
- 飯田：片桐竜次
- 守衛・重役：小田正作

- 神野の部下・東商物産社員：白井孝史
- ドヤ街の男・警官：前川良三
- 神野の部下：池田謙治
- 右翼風の男：小峰一男
- 重役：疋田泰盛
- 神野の部下・警官：小坂和之
- 部長：有島淳平

- 総務部員：矢野幸男
- 株式課員：森源太郎
- 寺岡組組員：司裕介
- 神野の部下：原田君事
- 右翼風の男：新居芳行
- 東商物産事務員：津奈美里ん
- 平岩の使用人：稲村理恵
- 久保洋子：丸平峰子

- 神野儀十：田中邦衛
- 乃木万太郎：小沢栄太郎

- 曽宮誠四郎：若山富三郎

## スタッフ
- 監督：中島貞夫

- 企画：日下部五朗、佐藤雅夫
- 脚本：野上龍雄、笠原和夫

- 撮影：増田敏雄
- 照明：北口光二郎
- 照明：中山茂二
- 美術：富田治郎
- 音楽：津島利章
- 編集：堀池幸三
- 監督補佐：清水彰

- 助監督：藤原敏之
- 記録：石田照
- 装置：吉岡茂一
- 装飾：西村和比古
- 背景：松原邦四郎
- 美粧：長友初生
- 結髪：白鳥里子
- スチール：中山健司
- 衣裳：豊中健
- 演技事務：森村英次
- 擬斗：三好郁夫
- 進行主任：上田正直

## 興行
日本では『けんか空手 極真拳』（主演：千葉真一、監督：山口和彦）と併映で公開された。

## 製作

### 東映実録トリオの造反
本作は総会屋を題材にした『暴力金脈』というタイトルで、この年のお盆作品として3年間で60億円稼いだといわれる深作欣二監督・笠原和夫脚本・菅原文太の"東映実録トリオ"で製作が決まっていたが、「東映側の酷使が過ぎて創作意欲をなくした」と三人揃って造反、製作を拒否した。深作は『資金源強奪』の三週間足らずの製作日程に腹を立て、「監督・深作欣二」の文字を外せと抗議しタイトルクレジットが平仮名の「ふかさくきんじ」表記になった。また菅原文太は男性ファッション誌『男子専科』(スタイル社)1975年8月号で『薔薇のスタビスキー』のジャン・ポール・ベルモンド風1930年代のファッションで久々に本業で登場し「会社のいいなりになっていると殺される」などと話し、モデル復帰かと東映に警戒された。菅原はモデルクラブ「SOS(ソサエティ・オブ・スタイル)」にまだ籍を置いていた。また「実録路線は峠を越した。オレがいま興味があるのはダウン・タウン・ブギウギ・バンド、彼らとの共演映画を会社が認めなければ、他の映画に出ない」など、1975年4月に「三ヶ月仕事を休む」と宣言し、会社に反撥した。 
仕方なく代替作品として野上龍雄が3年前に書いてオクラ入りしていた『企業やくざ・悪人対悪人』という脚本が浮上。しかしこれは暴力団の企業面への転身を当時のマスコミが精力的に叩いていたことにヒントを得て企画されたもので、総会屋の話は全くなく、このため総会屋を前々から取材していた笠原の脚本参加を条件に野上は仕事を受けた。野上は総会屋の知識はなく急ぎ笠原からレクチャーを受け脚本に入った。先の野上の脚本『企業やくざ・悪人対悪人』は本作の土台には全くなっていないといわれる。野上は取材を含めて脚本には最低4ヵ月欲しいと話しているが、1ヵ月少々で出来たのは笠原氏の取材があったからと話しているため、話の骨格は笠原と見られる。こうして監督が深作から中島貞夫に、主演が松方弘樹に交代した。『暴動島根刑務所』撮影中の1975年5月に松方弘樹に本作『暴力金脈』の主演打診があった。中島も山口組系の経済やくざに取材を行っている。

### 松方弘樹主演
菅原の造反の他にも既成スタア・渡哲也（当時は東映と契約したと見られていた）は病気がち、小林旭は伸び悩みで、松方を大スタアにする方針が決まった。

### 脚本・撮影
脚本の前半は笠原で後半は野上が書き、二人の資質の違いを反映し二層分離の構造となっている。笠原は小川薫に密着マークし詳細な取材を行った。笠原は体重90キロの体型とそれらしき強面をいいことに小川に連れられて三越の株主総会にも出席し総会をつぶさに観察。小川の前の席に座らされ「何が起きてもずっとそこに座ってろ」と指示された。小川は笠原を自身のバックにいる共政会幹部に仕立て総会を仕切ったという。映画も総会屋のなり方、教えますという内容で、笠原の著作『鎧を着ている男たち』でも総会屋の仕事内容が詳しく書かれている。後半にかけてスケールの大きな経済ドラマになるはずだったが、大脚本家2人の力をもってしても中途半端な出来になってしまった。特に後半を担当した野上が相当苦労していたといわれる。その理由として同じ脚本家の高田宏治は「総会屋を主人公に据えてドラマを作ると、善人面をしている大銀行こそが悪の根源であるという構図が必要だった。しかし映画会社も銀行から金を借りて生き延びている以上、銀行を極悪には描けない」「やくざ社会を描く以上に難しい題材もある」などと解説している。笠原は「ドラマとして決着がつくようにラストシーンをちゃんと書いた。野上君と話し合って会社からイチャモンがつくかもしれないけどやろうと決めた。それを（監督の）中島が敵前回頭した」と話している。ところが中島の著書『遊撃の美学』や『東映実録路線 最後の真実』での高田との対談では、笠原が書いていたという「ドラマとして決着がつくようなラストシーン」についての言及が中島になく、中島は「野上さんが脚本に苦しみクランクインする時に、台本が1冊の本になっておらず、後半はペラ状態で、結局追い込まれて近親相姦みたいなところに行かざるを得なくなったのだろう」、「途中でどうやっても..。」「完成後に二人から怒られた」などと述べている。

## 宣伝
公開前日の1975年8月8日夜から9日朝にかけて、松方が東京・銀座で本作の連続10時間オールナイトキャンペーンを行った。映画の衣装で"暴力金脈"と書かれたタスキ掛けで、選挙の立候補者のような出で立ち。ソニービル前に姿を見せ、「明日から公開だよー見てくれよ」と呼びかけると、銀ブラ族で大騒ぎになりあっという間に100人を超す人だかり。その後、勝手知った銀座のクラブを回り、ホステスに「松竹の寅さんや東宝の百恵ちゃんもいいが、不肖・松方も頼みますよ」と必死に呼びかけた。

## 影響
笠原は本作の取材で、総会屋及びやくざたちと銀行、企業、政治家等をはじめとする日本のあらゆるエスタブリッシュメントとの裏の繋がりを知って戦慄を覚えた、一総会屋との足元に巨大な洞穴が暗黒の口をひらいて広がっているのを知った、これをきちんと描かないと、本当はやくざ一人描けないのだと思い知らされた、ペン一本でそこまで捉えることができるのか、映画という手段で表現できるのか。映画会社とて企業の一つである以上、天に唾吐く行為ではないのか、何が実録路線であるかなどと忽然と悟らされ、大きな閉塞感に見舞われたなどと述べている。本作の前に書いた『沖縄進撃作戦』も岡田茂東映社長から「命がいくつあっても足りないからやめてくれ」といわれ、映画化されず（脚本が交代し『沖縄やくざ戦争』として映画化）。現実を捉えようとすればするほど映画にはできないジレンマに、現実から夢物語のやくざ映画を書くのが嫌になり翌1976年、積年のテーマである在日問題に踏み込んだ『やくざの墓場 くちなしの花』を書いたのを最後に笠原はやくざ映画との訣別を決意した。現実を描けない以上、歴史に眼を向け、次に向かったのが戦争映画だったという。
1975年後半の松方弘樹の出演映画は、6月の『暴動島根刑務所』主演、同じ6月の『資金源強奪』のゲスト出演、本作8月『暴力金脈』主演で、この後12月公開の『強盗放火殺人囚』まで空くが、7月のクランクインを目指して『はみだし刑事』というタイトルの映画が予定されていた。内容は捜査から事件解決まで自己流で押し通す一匹狼で、次から次へと難事件を解決してゆくスーパー刑事という設定。それまで『はみだし板前』というタイトルで企画が進行していた作品が潰れて、刑事に"はみだし"というタイトルが流用されたもので、結局製作されることはなかったが、どちらにしろ製作されていたら松方のイメージが変わってしまったかもしれない惜しい企画であった。
1975年8月27日に東映本社で行われた記者会見で、1975年10月以降、1976年の東映ラインナップについても岡田社長より発表があり、次世代スターである松方主演映画は、最多の3本が予定され、予定タイトルは『猛毒兄弟』『暴力総会屋』『プロ博〇打ち』であった。『暴力総会屋』は本作の続編を予定していたものかもしれない。

## 逸話
- 1975年7月23日午前から松方は池玲子に全裸ファックシーンの撮影を要求[30][31]、夕方5時まで汗だくで熱演した。その日の夜、京都ロイヤルホテルで、8年連れ添った夏子夫人と三人の子連れ結婚式が行われた[12][30][32][33]。8年前に入籍したときは金もなくて結婚式も出来なかったが、本作で初めて東映のお盆映画の主役を務めるなど、東映の看板俳優になったことから、関東東映会会長の発案で、若山富三郎や、梅宮辰夫、山城新伍ら盟友がこれにノリ、勝手に事を進め、岡田茂東映社長の見届け人として晴れてこの日式を挙げた[30]。挨拶で岡田が「松方は霊感趣味の大ボラ吹きだ。ただ彼のいいところは、勝新太郎、若山富三郎につぐ、三大役者バカなところだ」と発言したことから、二次会で酔っ払った岡田と勝が揉め、岡田が勝に「お前はロートルでもう新聞の一面は張れんで」と言ったため、勝が「岡田、お前はいけるのか？」と言い返したため、つかみ合い寸前のケンカになった[31]。

## 関連作品
本作の主人公の造形は小川薫をモデルにしているが、小川の半生の実録ではない。本作以外に小川をモデルとした作品としては大下英治の小説『最後の総会屋』などがあり、これは2001年、竹内力主演でオリジナルビデオ化されており（『実録 最後の総会屋』）、こちらは登場人物はいずれも仮名ではあるが、小川の半生のほぼ実話となっている。

## 同時上映
『けんか空手 極真拳』（日本）
- 主演：千葉真一／監督：山口和彦
- けんか空手シリーズ』第1作。

※1975年5月時点での夏休み公開予定では、この枠は岡田裕介主演・檀ふみ共演による『宝石泥棒・のら猫作戦』を予定していたが、製作されず、岡田は『実録三億円事件 時効成立』にスライドし、檀の映画は東映で製作されなかった。

## 興行
超大作『新幹線大爆破』の後、夏のまんがまつりを挟んで次に公開された二本で、大ヒットを記録した。前評判の高かった『新幹線大爆破』がコケたため、東映本来のお客が戻ったと評された。